# Романова, Ольга Андреевна
Ольга Андреевна Романова (род. 8 апреля 1950, Лондон, Великобритания) — княгиня, единственная дочь князя Андрея Александровича от второго брака с англичанкой Надин Сильвией Адой МакДугалл. Внучка великого князя Александра Михайловича и великой княгини Ксении Александровны. С 3 декабря 2017 по 31 марта 2023 год — президент Объединения членов рода Романовых.

## Биография
Княгиня Ольга Андреевна родилась 8 апреля 1950 года в Лондоне в семье князя Андрея Александровича и его второй жены княгини Надин, урождённой МакДугалл. От первого брака отца у неё есть единокровная сестра Ксения и братья Михаил и Андрей (претендент на главенство в доме Романовых с 2016 года). Детство прошло в усадьбе её матери Провендер-Мэнор, графство Кент. Как и её старшие братья с сестрой, получила частное домашнее образование, характерное Дому Романовых. С 1980 года является членом Объединения членов рода Романовых и в настоящее время входит в комитет этой организации.
В 1998 году вместе с сыном Френсисом и другими представителями рода Романовых присутствовала на церемонии перезахоронения останков императора Николая II, членов его семьи и слуг в Петропавловском соборе. До 2000 года Ольга Андреевна вместе с детьми жила в небольшом доме в Шотландии, однако после смерти матери получила в наследство усадьбу Провендер-Мэнор и в настоящее время занимается её реставрацией. В 2006 году Ольга Андреевна присутствовала на церемонии перезахоронения своей прабабушки императрицы Марии Федоровны, а также принимала участие во всех траурных мероприятиях в Копенгагене и Санкт-Петербурге.
Является одним из патронов Русского Летнего Бала, ежегодно проводимого в Лондоне. 3 декабря 2017 года избрана президентом Объединения членов рода Романовых.

## Брак и семья
1 октября 1975 года в Лондоне вышла замуж за Томаса Мэтью (род. 8 июля 1945). В браке родилось четверо детей:
- Николай Мэтью (род. 6 декабря 1976) — в 2002 году женился на Джудит Аирд Стенли (род. 1976), двое детей в браке:
  - Томас Мэтью (род. 2004).
  - Изабелла Мэтью (род. 2011).
- Фрэнсис Мэтью (род. 26 сентября 1978).
- Александра Мэтью (род. 20 апреля 1981).
- Томас Мэтью (27 ноября 1987 — 20 апреля 1989).

В 1989 году Ольга Андреевна и Томас Мэтью развелись.

## Титул
Ольга Андреевна Романова титулуется княгиней крови императорской, что, однако, не признаётся ветвью «Кирилловичей» рода Романовых.